# Wereldkampioenschappen judo 1986
De Wereldkampioenschappen judo 1986 waren de vierde en laatste vrouweneditie van de Wereldkampioenschappen judo. Het toernooi werd gehouden in de Geusselthal in Maastricht van 24 tot 26 oktober 1986. De hierop volgende wereldkampioenschappen in 1987 waren voor zowel mannen als vrouwen. Namens de Judo Bond Nederland kwamen zes judoka's in actie: Anita van der Pas (48 kg); Véronique Akkermans (52 kg), Chita Gross (56 kg), Anita Staps (66 kg), Irene de Kok (72 kg en alle categorieën) en Marjolein van Unen (+72 kg).

## Resultaten
| Gewichtsklasse | Goud             | Zilver             | Brons                           |
| -------------- | ---------------- | ------------------ | ------------------------------- |
| – 48 kg        | Karen Briggs     | Fumiko Esaki       | Fabienne Boffin Li Zhongyun     |
| – 52 kg        | Dominique Brun   | Kaori Yamaguchi    | Ock Kyoung-Sook Sharon Rendle   |
| – 56 kg        | Ann Hughes       | Maria Gontowicz    | Chita Gross Béatrice Rodriguez  |
| – 61 kg        | Diane Bell       | Céline Géraud      | Ryoko Fujimoto Donna Guy        |
| – 66 kg        | Brigitte Deydier | Elisabeth Karlsson | Alexandra Schreiber Anita Staps |
| – 72 kg        | Irene de Kok     | Ingrid Berghmans   | Barbara Classen Liu Aixiang     |
| + 72 kg        | Gao Fenglian     | Marjolein van Unen | Isabelle Paque Nilmaris Santini |
| Open           | Ingrid Berghmans | Li Jinlin          | Karin Kutz Laetitia Meignan     |

## Medaillespiegel
| Plaats | Land                | Goud | Zilver | Brons | Totaal |
| 1      | Verenigd Koninkrijk | 3    | 0      | 1     | 4      |
| 2      | Frankrijk           | 2    | 1      | 4     | 7      |
| 3      | China               | 1    | 1      | 2     | 4      |
| 3      | Nederland           | 1    | 1      | 2     | 4      |
| 5      | België              | 1    | 1      | 0     | 2      |
| 6      | Japan               | 0    | 2      | 1     | 3      |
| 7      | Polen               | 0    | 1      | 0     | 1      |
| 7      | Zweden              | 0    | 1      | 0     | 1      |
| 9      | West-Duitsland      | 0    | 0      | 3     | 3      |
| 10     | Zuid-Korea          | 0    | 0      | 1     | 1      |
| 10     | Nieuw-Zeeland       | 0    | 0      | 1     | 1      |
| 10     | Puerto Rico         | 0    | 0      | 1     | 1      |
| Totaal | Totaal              | 8    | 8      | 16    | 32     |